# Donghae
Donghae est une ville de Corée du Sud dans la province du Gangwon.